# 石川義吉
石川 義吉（いしかわ よしきち、1918年（大正7年）- 2002年(平成14年）は、日本の軍属、事業家。
太平洋戦争において東京外語大学インド語科在学中にF機関に通訳として従事、
インド国民軍の編成や戦後のインド独立に影響を与えた藤原岩市を補佐した。戦後は三菱商事のインド駐在員として日印関係に尽力した。晩年は東京大学で長崎暢子教授と共にインド学の研究をしていた。

## 経歴
山形県鶴岡市大山町にて粂太郎、元江の子として生まれる。兄弟は12人、妹1人の大家族であった。1935年上京。この頃大川周明やA.M.サーハエの影響を受ける。東京外語大学進学時、インド人教師バルラースからヒンズー語、ウルドゥ語を学ぶ。1941年10月中旬、在学中に参謀本部からの命令により急遽タイへ送られる。バンコクの隠れ家に向かうよう指示された石川は、そこで白いパンツ姿の藤原岩市と出会う。石川は「暴力団のボスではないか」と驚愕した。石川は軍事教練を受けた経験がないため、藤原の部下瀬川清治から体操、駆け足、格闘技、ピストル射撃訓練を受ける。

## 太平洋戦争
太平洋戦争が開戦すると、石川は藤原の通訳としてマレー作戦の工作活動に従事する。アロール・スターから先の南部で石川はハリマオこと谷豊と接触し、藤原の元へ案内することもあった。石川は谷の印象について「言葉が非常に通じにくい。日本語が下手」「非常に貧乏臭い、マレー人の服装。草履みたいなのだった」と取材者に語っている。石川はクワラ・ラビスの町で100名ばかりのインド投降兵を回収したが、その際第三飛行集団司令部のある少尉に狙われ、インド兵が所持していた時計や私物を略奪されてしまった。この事件で藤原は米村弘少尉を抗議に向かわせ、私物は返還された。バトバハではウビン島上陸訓練を受け、休憩時間にはインド兵らとクシュティーやカバディなど親善試合を経験。1942年2月4日、石川はモーハン・シンの立案でラーム・スループ大尉ら60名と共にビルマへ宣撫班として派遣されることが決まり、同月9日に出発した。この転属は土持則正大尉を筆頭とし、石川、滝村正巳軍曹、通訳の北村義人4人が汽車でビルマへ派遣された。石川は藤原とは4か月程の付き合いとなったが、苦楽を共にした機関長を人生のリーダーと心酔するようになっていた。同年4月末、F機関の増強メンバーである金子中尉、藤井少尉、塚本少尉がビルマ工作に加わった。F機関が光機関に改編されると、石川は萱葺信正、根岸忠素と工作活動に従事。

## 石原莞爾との面会
石川か着任したラングーンでは関東軍、北支軍など石原莞爾と関りある軍関係者が多く来ていた。この関りから石川は1944年2月に日本へ戻り、静岡にいる石原に面会、話を交える機会を得る。この時石原は石川に次の話題を語った。
- 日本軍はインドに進出するのではなく、今のうちにシンガポールから北、バンコクの線まで引き下がり強力な防衛線を構築し、長期戦に備えるべきであること。
- いずれにせよ日本は敗れる、東京をはじめ大都市は破壊され焼野原となる。皇族の方々は山の中、最悪満州まで非難するかもしれないので心配である。
- 日本が国家として再建できるか非常に疑問である、しかし、荒廃した焦土の中から緑の芽が吹き出してくるように、立ち直れるかもしれない、再生、再起して貰わないと困る。

最後に石原は「君はまた近日中にビルマに帰任するようであるが、日本に生きて帰れることはないだろう。気の毒である、かわいそうである」「ご自身の旧友たちによろしく」と石川に伝え、別れを告げた。石川は同月中に、原宿にいるラース・ビハーリー・ボースのお見舞いや、土持の母と許嫁に連絡を済ませ、ラングーンへ戻った。同年3月、メイミョーで石川は藤原と再会を果たす。石川はインパール作戦の補給について疑ったが、藤原は「心配するな」と取り合わず、更に酒の飲みすぎで石川にたしなめらる側となった。インパール作戦は日本軍、インド国民軍に膨大な餓死者、戦病死者を出して敗退、ビルマ戦線崩壊に繋がった。石川はバンコクへ撤退し、日本の敗北を確信。現地で終戦を迎えた。

## 戦後
1952年から9年間、三菱商事の商社マンとしてインドに駐在し、元インド国民軍関係者と親睦を深める。萱葺、根岸も三菱商事に入社した。1965年9月22日には韓国一次産品促進調査団の団員として訪韓。当時の現地産業について米と海苔、鮮魚ぐらいしか日本の需要に応じられないと酷評した。1971年時点でパキスタンのカラチ支店長に従事。1974年退職。1981年頃にパキスタンの日本大使館に従事。その後貿易会社を自営した。1995年1月31日、石川はNHKのETV特集「ハリマオ・偽りの英雄伝説」にテレビ出演をした。映像の視聴は現状不可能となっている。

## インドにおける新幹線の販促活動
東京オリンピック開催に合わせるため、新幹線の開通が計画される。当時日本では広軌鉄道がなく予算不足のため海外に新幹線を売り、現地でテストする立案が出た。石川は国鉄総裁の十河信二の命を受け、インド鉄道副大臣のシャヌワーズ・カーンに交渉を持ちかける。カーンは終戦時レッドフォード裁判で被告となったインド国民軍の幹部であった。カーンは石川に「こちらの連絡を待ってほしい」と応じ、数日後にインドの国鉄総裁、鉄道技師、大蔵省の役人を招集させた。カーンは「集まってもらったのは日本の鉄道を購入する県で、個々の技術的な問題は改めて別の席で話し合ってもらいたいが、本日自分がここに座っているのも、インドが自由であるのも、ここにいる日本の方々とその友人が我々のために命をささげてくれたからだ。そのことをわかってほしい」と話した。数週間後に注文があり、三尾電機はカーンの好意に報いるため藤娘の人形をニューデリーに送った。石川はこの時日本の技師たちがカーンの話の意図を理解できなかったことについて触れ、悲しいことだと証言している。
石川は1994年当時の自虐的な謝罪外交を「世界から見れば水虫みたいなもの」と冷ややかに答えつつ、日本の経済大国化、技術大国化について以下の発言をした。